# 클라이맥스 (2018년 영화)
《클라이맥스》(영어: Climax)는 2018년 개봉한 프랑스의 뮤지컬 공포 영화이다. 가스파 노에가 감독과 각본을 맡았다. 2018 칸 영화제에서 전세계 최초 상영되었다.

## 출연

### 주연
- 소피아 부텔라

## 기타
- 미술: 진 라바세